# Lista nagród i wyróżnień Stevena Spielberga
Poniżej znajduje się lista nagród i nominacji otrzymanych przez amerykańskiego reżysera Stevena Spielberga.
Spielberg – amerykański reżyser, producent i scenarzysta filmowy, karierę rozpoczął w epoce Nowego Hollywoodu i odnosił znaczące sukcesy komercyjne. Spielberg jest laureatem różnych nagród, m.in. trzech Oscarów (w tym dwóch dla najlepszego reżysera), dwóch nagród Brytyjskiej Akademii Filmowej, dwunastu nagród Emmy, dziewięciu Złotych Globów, trzech nagród Directors Guild of America i siedmiu nagród Producers Guild of America. Otrzymał także nagrodę Kennedy Center, nagrodę Cecila B. DeMille’a i nagrodę AFI za całokształt twórczości.
Spielberg znany jest z takich przebojów filmowych, jak Szczęki (1975), Bliskie spotkania trzeciego stopnia (1977), E.T. (1982), Park Jurajski (1993) i seria Indiana Jones (1981-2023). Spielberg też podejmował poważniejszą tematykę w Kolorze purpury (1985) i Imperium słońca (1987). Ugruntował swoją pozycję poważnego filmowca dramatem o Zagładzie Żydów Lista Schindlera (1993) i eposem o II wojnie światowej Szeregowiec Ryan (1998). W pierwszej dekadzie XXI wieku Spielberg kontynuował poetykę fantastyki naukowej, w tym A.I. Sztuczną inteligencją (2001), Raportem mniejszości (2002) i Wojną światów (2005). Wyreżyserował też kilka filmów fantasy, w tym Przygody Tintina (2011) i Player One (2018), dramaty historyczne Czas wojny (2011), Lincoln (2012), Most szpiegów (2015), Czwarta władza (2017) oraz musical West Side Story (2021).

## Główne nagrody

### Nagrody Akademii Filmowej
| Rok  | Kategoria                       | Nominowany film                     | Wynik     | Przypis |
| ---- | ------------------------------- | ----------------------------------- | --------- | ------- |
| 1978 | Najlepszy reżyser               | Bliskie spotkania trzeciego stopnia | Nominacja | [ 1 ]   |
| 1982 | Najlepszy reżyser               | Poszukiwacze zaginionej Arki        | Nominacja | [ 2 ]   |
| 1983 | Najlepszy film                  | E.T.                                | Nominacja | [ 3 ]   |
| 1983 | Najlepszy reżyser               | E.T.                                | Nominacja |         |
| 1986 | Najlepszy film                  | Kolor purpury                       | Nominacja | [ 4 ]   |
| 1994 | Najlepszy film                  | Lista Schindlera                    | Wygrana   | [ 5 ]   |
| 1994 | Najlepszy reżyser               | Lista Schindlera                    | Wygrana   |         |
| 1999 | Najlepszy film                  | Szeregowiec Ryan                    | Nominacja | [ 6 ]   |
| 1999 | Najlepszy reżyser               | Szeregowiec Ryan                    | Wygrana   |         |
| 2006 | Najlepszy film                  | Monachium                           | Nominacja | [ 7 ]   |
| 2006 | Najlepszy reżyser               | Monachium                           | Nominacja |         |
| 2007 | Najlepszy film                  | Listy z Iwo Jimy                    | Nominacja | [ 8 ]   |
| 2012 | Najlepszy film                  | Czas wojny                          | Nominacja | [ 9 ]   |
| 2013 | Najlepszy film                  | Lincoln                             | Nominacja | [ 10 ]  |
| 2013 | Najlepszy reżyser               | Lincoln                             | Nominacja |         |
| 2016 | Najlepszy film                  | Most szpiegów                       | Nominacja | [ 11 ]  |
| 2018 | Najlepszy film                  | Czwarta władza                      | Nominacja | [ 12 ]  |
| 2022 | Najlepszy film                  | West Side Story                     | Nominacja | [ 13 ]  |
| 2022 | Najlepszy reżyser               | West Side Story                     | Nominacja |         |
| 2023 | Najlepszy film                  | Fabelmanowie                        | Nominacja | [ 14 ]  |
| 2023 | Najlepszy reżyser               | Fabelmanowie                        | Nominacja | [ 14 ]  |
| 2023 | Najlepszy scenariusz oryginalny | Fabelmanowie                        | Nominacja | [ 14 ]  |

### Nagrody BAFTA
| Rok                                   | Kategoria                             | Nominowany film                       | Wynik                                 | Przypis                               |
| Nagrody Brytyjskiej Akademii Filmowej | Nagrody Brytyjskiej Akademii Filmowej | Nagrody Brytyjskiej Akademii Filmowej | Nagrody Brytyjskiej Akademii Filmowej | Nagrody Brytyjskiej Akademii Filmowej |
| ------------------------------------- | ------------------------------------- | ------------------------------------- | ------------------------------------- | ------------------------------------- |
| 1976                                  | Najlepsza reżyseria                   | Szczęki                               | Nominacja                             | [ 15 ]                                |
| 1979                                  | Najlepsza reżyseria                   | Bliskie spotkania trzeciego stopnia   | Nominacja                             | [ 16 ]                                |
| 1979                                  | Najlepszy scenariusz                  | Bliskie spotkania trzeciego stopnia   | Nominacja                             |                                       |
| 1983                                  | Najlepszy film                        | E.T.                                  | Nominacja                             | [ 17 ]                                |
| 1983                                  | Najlepsza reżyseria                   | E.T.                                  | Nominacja                             |                                       |
| 1994                                  | Najlepszy film                        | Lista Schindlera                      | Wygrana                               | [ 18 ]                                |
| 1994                                  | Najlepsza reżyseria                   | Lista Schindlera                      | Wygrana                               |                                       |
| 1999                                  | Najlepszy film                        | Szeregowiec Ryan                      | Nominacja                             | [ 19 ]                                |
| 1999                                  | Najlepsza reżyseria                   | Szeregowiec Ryan                      | Nominacja                             |                                       |
| 2012                                  | Najlepszy film animowany              | Przygody Tintina                      | Nominacja                             | [ 20 ]                                |
| 2013                                  | Najlepszy film                        | Lincolna                              | Nominacja                             | [ 21 ]                                |
| 2016                                  | Najlepszy film                        | Most szpiegów                         | Nominacja                             | [ 22 ]                                |
| 2016                                  | Najlepsza reżyseria                   | Most szpiegów                         | Nominacja                             |                                       |
| 2023                                  | Najlepszy scenariusz oryginalny       | Fabelmanowie                          | Nominacja                             |                                       |
| British Academy Games Awards          |                                       |                                       |                                       |                                       |
| 2009                                  | Najlepsza gra casualowa               | Boom Blox                             | Wygrana                               |                                       |

### Złote Globy
| Rok  | Kategoria                            | Nominowany film                     | Wynik     | Przypis |
| ---- | ------------------------------------ | ----------------------------------- | --------- | ------- |
| 1976 | Najlepszy film – dramat              | Szczęki                             | Nominacja | [ 23 ]  |
| 1976 | Najlepszy reżyser – film kinowy      | Szczęki                             | Nominacja |         |
| 1978 | Najlepszy film – dramat              | Bliskie spotkania trzeciego stopnia | Nominacja | [ 24 ]  |
| 1978 | Najlepszy reżyser – film kinowy      | Bliskie spotkania trzeciego stopnia | Nominacja |         |
| 1978 | Najlepszy scenariusz – film kinowy   | Bliskie spotkania trzeciego stopnia | Nominacja |         |
| 1982 | Najlepszy reżyser – film kinowy      | Poszukiwacze zaginionej Arki        | Nominacja | [ 25 ]  |
| 1983 | Najlepszy film – dramat              | E.T.                                | Wygrana   | [ 26 ]  |
| 1983 | Najlepszy reżyser – film kinowy      | E.T.                                | Nominacja |         |
| 1986 | Najlepszy film – dramat              | Kolor purpury                       | Nominacja | [ 27 ]  |
| 1986 | Najlepszy reżyser – film kinowy      | Kolor purpury                       | Nominacja |         |
| 1994 | Najlepszy film – dramat              | Lista Schindlera                    | Wygrana   | [ 28 ]  |
| 1994 | Najlepszy reżyser – film kinowy      | Lista Schindlera                    | Wygrana   |         |
| 1998 | Najlepszy film – dramat              | Amistad                             | Nominacja | [ 29 ]  |
| 1998 | Najlepszy reżyser – film kinowy      | Amistad                             | Nominacja |         |
| 1999 | Najlepszy film – dramat              | Szeregowiec Ryan                    | Wygrana   | [ 30 ]  |
| 1999 | Najlepszy reżyser – film kinowy      | Szeregowiec Ryan                    | Wygrana   |         |
| 2002 | Najlepszy reżyser – film kinowy      | A.I. Sztuczna inteligencja          | Nominacja | [ 31 ]  |
| 2006 | Najlepszy reżyser – film kinowy      | Monachium                           | Nominacja | [ 32 ]  |
| 2012 | Najlepszy film – animowany           | Przygody Tintina                    | Wygrana   | [ 33 ]  |
| 2013 | Najlepszy film – dramat              | Lincoln                             | Nominacja | [ 34 ]  |
| 2013 | Najlepszy reżyser – film kinowy      | Lincoln                             | Nominacja |         |
| 2018 | Najlepszy reżyser – film kinowy      | Czwarta władza                      | Nominacja | [ 35 ]  |
| 2022 | Najlepszy film – musical lub komedia | West Side Story                     | Wygrana   | [ 36 ]  |
| 2022 | Najlepszy reżyser – film kinowy      | West Side Story                     | Nominacja |         |
| 2023 | Najlepszy film – dramat              | Fabelmanowie                        | Wygrana   | [ 37 ]  |
| 2023 | Najlepszy reżyser – film kinowy      | Fabelmanowie                        | Wygrana   | [ 37 ]  |
| 2023 | Najlepszy scenariusz – film          | Fabelmanowie                        | Nominacja | [ 37 ]  |

### Nagrody Emmy
| Rok                         | Kategoria                                          | Nominowane dzieło                              | Wynik                  | Przypis                |
| Nagrody Primetime Emmy      | Nagrody Primetime Emmy                             | Nagrody Primetime Emmy                         | Nagrody Primetime Emmy | Nagrody Primetime Emmy |
| --------------------------- | -------------------------------------------------- | ---------------------------------------------- | ---------------------- | ---------------------- |
| 1986                        | Najlepsza reżyseria w serialu dramatycznym         | Niesamowite historie (odcinek Misja)           | Nominacja              |                        |
| 1991                        | Najlepszy program animowany                        | Przygody Animków (odcinek Zwariowany początek) | Nominacja              |                        |
| 1995                        | Najlepszy program animowany                        | Tiny Toons’ Night Ghoulery                     | Nominacja              |                        |
| 1996                        | Najlepszy program animowany                        | A Pinky & the Brain Christmas                  | Wygrana                |                        |
| 2002                        | Najlepszy odcinek specjalny serialu dokumentalnego | Jesteśmy razem sami                            | Nominacja              |                        |
| 2002                        | Najlepszy skończony serial                         | Kompania braci                                 | Wygrana                |                        |
| 2003                        | Najlepszy skończony serial                         | Wybrańcy obcych                                | Wygrana                |                        |
| 2006                        | Najlepszy skończony serial                         | Na zachód                                      | Nominacja              |                        |
| 2010                        | Najlepszy skończony serial                         | Pacyfik                                        | Wygrana                |                        |
| 2016                        | Najlepszy film telewizyjny                         | All the Way                                    | Nominacja              |                        |
| 2021                        | Najlepszy film telewizyjny                         | Oslo                                           | Nominacja              |                        |
| Nagrody Daytime Emmy        |                                                    |                                                |                        |                        |
| 1991                        | Najlepszy program animowany dla dzieci             | Przygody Animków                               | Wygrana                |                        |
| 1992                        | Najlepszy program animowany dla dzieci             | Przygody Animków                               | Nominacja              |                        |
| 1993                        | Najlepszy program animowany dla dzieci             | Przygody Animków                               | Wygrana                |                        |
| 1994                        | Najlepszy program animowany dla dzieci             | Animaniacy                                     | Nominacja              |                        |
| 1995                        | Najlepszy program animowany dla dzieci             | Animaniacy                                     | Nominacja              |                        |
| 1996                        | Najlepszy program animowany dla dzieci             | Animaniacy                                     | Wygrana                |                        |
| 1997                        | Najlepszy program animowany dla dzieci             | Animaniacy                                     | Wygrana                |                        |
| 1997                        | Najlepszy program animowany dla klas specjalnych   | Freakazoid!                                    | Wygrana                |                        |
| 1997                        | Najlepszy program animowany dla dzieci             | Pinky i Mózg                                   | Nominacja              |                        |
| 1998                        | Najlepszy program animowany dla dzieci             | Pinky i Mózg                                   | Nominacja              |                        |
| 1998                        | Najlepszy program animowany dla dzieci             | Animaniacy                                     | Nominacja              |                        |
| 1999                        | Najlepszy program animowany dla dzieci             | Animaniacy                                     | Nominacja              |                        |
| 1999                        | Najlepszy program animowany dla klas specjalnych   | Pinky i Mózg                                   | Wygrana                |                        |
| 1999                        | Znakomity program animowany dla dzieci             | Pinky, Elmyra & The Brain                      | Nominacja              |                        |
| 2000                        | Znakomity program animowany dla dzieci             | Pinky, Elmyra & The Brain                      | Wygrana                |                        |
| Międzynarodowe nagrody Emmy |                                                    |                                                |                        |                        |
| 2006                        | Nagroda Honorowa                                   | Nagroda Honorowa                               | Przyznana              |                        |

## Nagrody stowarzyszeń filmowych

### Nagrody Gildii Reżyserów Amerykańskich
| Rok  | Kategoria                                        | Nominowany film                     | Wynik     | Przypis |
| ---- | ------------------------------------------------ | ----------------------------------- | --------- | ------- |
| 1975 | Wybitne osiągnięcie reżyserskie w filmie kinowym | Szczęki                             | Nominacja |         |
| 1977 | Wybitne osiągnięcie reżyserskie w filmie kinowym | Bliskie spotkania trzeciego stopnia | Nominacja |         |
| 1981 | Wybitne osiągnięcie reżyserskie w filmie kinowym | Poszukiwacze zaginionej Arki        | Nominacja |         |
| 1982 | Wybitne osiągnięcie reżyserskie w filmie kinowym | E.T.                                | Nominacja |         |
| 1985 | Wybitne osiągnięcie reżyserskie w filmie kinowym | Kolor purpury                       | Wygrana   |         |
| 1987 | Wybitne osiągnięcie reżyserskie w filmie kinowym | Imperium słońca                     | Nominacja |         |
| 1993 | Wybitne osiągnięcie reżyserskie w filmie kinowym | Lista Schindlera                    | Wygrana   |         |
| 1997 | Wybitne osiągnięcie reżyserskie w filmie kinowym | Amistad                             | Nominacja |         |
| 1998 | Wybitne osiągnięcie reżyserskie w filmie kinowym | Szeregowiec Ryan                    | Wygrana   |         |
| 2005 | Wybitne osiągnięcie reżyserskie w filmie kinowym | Monachium                           | Nominacja |         |
| 2012 | Wybitne osiągnięcie reżyserskie w filmie kinowym | Lincoln                             | Nominacja |         |
| 2021 | Wybitne osiągnięcie reżyserskie w filmie kinowym | West Side Story                     | Nominacja |         |
| 2022 | Wybitne osiągnięcie reżyserskie w filmie kinowym | Fabelmanowie                        | Nominacja |         |

### Nagrody Gildii Producentów Amerykańskich
| Rok  | Kategoria                                                    | Nominowane dzieło               | Wynik     | Przypis |
| ---- | ------------------------------------------------------------ | ------------------------------- | --------- | ------- |
| 1993 | Najlepszy producent filmów kinowych                          | Lista Schindlera                | Wygrana   |         |
| 1997 | Najlepszy producent filmów kinowych                          | Amistad                         | Nominacja |         |
| 1998 | Najlepszy producent filmów kinowych                          | Szeregowiec Ryan                | Wygrana   |         |
| 1998 | Nagroda za wizję                                             | Amistad                         | Wygrana   |         |
| 2000 | Galeria sław PGA – filmy kinowe                              | Galeria sław PGA – filmy kinowe | Wygrana   |         |
| 2001 | Najlepszy producent długometrażowych programów telewizyjnych | Kompania braci                  | Wygrana   |         |
| 2005 | Najlepszy producent długometrażowych programów telewizyjnych | Na zachód                       | Nominacja |         |
| 2010 | Najlepszy producent długometrażowych programów telewizyjnych | Pacyfik                         | Wygrana   |         |
| 2011 | Najlepszy producent filmów kinowych                          | Czas wojny                      | Nominacja |         |
| 2011 | Najlepszy producent animowanych filmów kinowych              | Przygody Tintina                | Wygrana   |         |
| 2012 | Najlepszy producent filmów kinowych                          | Lincoln                         | Nominacja |         |
| 2015 | Najlepszy producent filmów kinowych                          | Most szpiegów                   | Nominacja |         |
| 2017 | Najlepszy producent filmów kinowych                          | Czwarta władza                  | Nominacja |         |
| 2021 | Najlepszy producent filmów kinowych                          | West Side Story                 | Nominacja |         |
| 2023 | Najlepszy producent filmów kinowych                          | Fabelmanowie                    | Nominacja |         |

### Nagrody Gildii Scenarzystów Amerykańskich
| Rok  | Kategoria                                            | Nominowany film                     | Wynik     | Przypis |
| ---- | ---------------------------------------------------- | ----------------------------------- | --------- | ------- |
| 1974 | Najlepsza komedia przeniesiona bezpośrednio na ekran | Ekspres Sugarland                   | Nominacja |         |
| 1977 | Najlepszy dramat przeniesiony bezpośrednio na ekran  | Bliskie spotkania trzeciego stopnia | Nominacja |         |
| 2023 | Najlepszy scenariusz oryginalny                      | Fabelmanowie                        | Nominacja |         |

## Nagrody międzynarodowe

### Międzynarodowy Festiwal Filmowy w Berlinie
| Rok  | Kategoria                 | Wynik   |
| ---- | ------------------------- | ------- |
| 2023 | Honorowy Złoty Niedźwiedź | Wygrana |

### Międzynarodowy Festiwal Filmowy w Cannes
| Rok  | Film              | Kategoria            | Wynik     |
| ---- | ----------------- | -------------------- | --------- |
| 1974 | Sugarland Express | Złota Palma          | Nominacja |
| 1974 | Sugarland Express | Najlepszy scenariusz | Wygrana   |

### Nagroda Cezar
| Rok  | Film                         | Kategoria                  | Wynik     |
| ---- | ---------------------------- | -------------------------- | --------- |
| 1982 | Poszukiwacze zaginionej Arki | Najlepszy film zagraniczny | Nominacja |
| 1983 | E.T.                         | Najlepszy film zagraniczny | Nominacja |
| 1995 | Lista Schindlera             | Najlepszy film zagraniczny | Nominacja |
| 1995 | Honorowy Cezar               | Honorowy Cezar             | Wygrana   |
| 1999 | Szeregowiec Ryan             | Najlepszy film zagraniczny | Nominacja |
| 2003 | Raport mniejszości           | Najlepszy film zagraniczny | Nominacja |

### Międzynarodowy Festiwal Filmowy w Toronto
| Rok  | Film         | Kategoria            | Wynik   |
| ---- | ------------ | -------------------- | ------- |
| 2022 | Fabelmanowie | Nagroda Publiczności | Wygrana |

### Międzynarodowy Festiwal Filmowy w Wenecji
| Rok  | Film                                | Kategoria                            | Wynik   |
| ---- | ----------------------------------- | ------------------------------------ | ------- |
| 1993 | Złoty Lew za całokształt twórczości | Złoty Lew za całokształt twórczości  | Wygrana |
| 2001 | A.I. Sztuczna inteligencja          | Nagroda cyfrowa Future Film Festival | Wygrana |

## Nagrody krytyków

### Nagrody Boston Society of Film Critics
| Rok  | Film                         | Kategoria           | Wynik   |
| ---- | ---------------------------- | ------------------- | ------- |
| 1982 | Poszukiwacze zaginionej Arki | Najlepsza reżyseria | Wygrana |
| 1983 | E.T.                         | Najlepsza reżyseria | Wygrana |
| 1993 | Lista Schindlera             | Najlepsza reżyseria | Wygrana |

### Nagrody Chicago Film Critics Association
| Rok  | Film             | Kategoria                       | Wynik     |
| ---- | ---------------- | ------------------------------- | --------- |
| 1994 | Lista Schindlera | Najlepszy reżyser               | Wygrana   |
| 1999 | Szeregowiec Ryan | Najlepszy reżyser               | Nominacja |
| 2005 | Monachium        | Najlepszy reżyser               | Nominacja |
| 2012 | Lincoln          | Najlepszy reżyser               | Nominacja |
| 2021 | West Side Story  | Najlepszy reżyser               | Nominacja |
| 2022 | Fabelmanowie     | Najlepszy scenariusz oryginalny | Nominacja |

### Nagrody Critics’ Choice
| Rok  | Film                                             | Kategoria                       | Wynik     |
| ---- | ------------------------------------------------ | ------------------------------- | --------- |
| 1999 | Szeregowiec Ryan                                 | Najlepszy reżyser               | Wygrana   |
| 2003 | Złap mnie jeśli potrafisz orazRaport mniejszości | Najlepszy reżyser               | Wygrana   |
| 2006 | Monachium                                        | Najlepszy reżyser               | Nominacja |
| 2012 | Czas wojny                                       | Najlepszy reżyser               | Nominacja |
| 2013 | Lincoln                                          | Najlepszy reżyser               | Nominacja |
| 2016 | Most szpiegów                                    | Najlepszy reżyser               | Nominacja |
| 2018 | Czwarta władza                                   | Najlepszy reżyser               | Nominacja |
| 2022 | West Side Story                                  | Najlepszy reżyser               | Nominacja |
| 2023 | Fabelmanowie                                     | Najlepszy reżyser               | Nominacja |
| 2023 | Fabelmanowie                                     | Najlepszy scenariusz oryginalny | Nominacja |

### Nagrody Dallas-Fort Worth Film Critics Association
| Rok  | Film             | Kategoria         | Wynik   |
| ---- | ---------------- | ----------------- | ------- |
| 1994 | Lista Schindlera | Najlepszy reżyser | Wygrana |

### Nagrody Kansas City Film Critics Circle
| Rok  | Film             | Kategoria         | Wynik   |
| ---- | ---------------- | ----------------- | ------- |
| 1983 | E.T.             | Najlepszy reżyser | Wygrana |
| 1986 | Kolor purpury    | Najlepszy reżyser | Wygrana |
| 1988 | Imperium słońca  | Najlepszy reżyser | Wygrana |
| 1994 | Lista Schindlera | Najlepszy reżyser | Wygrana |
| 1999 | Szeregowiec Ryan | Najlepszy reżyser | Wygrana |
| 2006 | Monachium        | Najlepszy reżyser | Wygrana |

### Nagrody Las Vegas Film Critics Society
| Rok  | Film             | Kategoria         | Wynik   |
| ---- | ---------------- | ----------------- | ------- |
| 1998 | Szeregowiec Ryan | Najlepszy reżyser | Wygrana |

### Nagrody London Critics Circle
| Rok  | Film             | Kategoria         | Wynik     |
| ---- | ---------------- | ----------------- | --------- |
| 1995 | Lista Schindlera | Najlepszy reżyser | Wygrana   |
| 1999 | Szeregowiec Ryan | Najlepszy reżyser | Nominacja |

### Nagrody Los Angeles Film Critics Association
| Rok  | Film             | Kategoria         | Wynik   |
| ---- | ---------------- | ----------------- | ------- |
| 1982 | E.T.             | Najlepszy reżyser | Wygrana |
| 1998 | Szeregowiec Ryan | Najlepszy reżyser | Wygrana |

### Nagrody National Board of Review
| Rok  | Film            | Kategoria           | Wynik   |
| ---- | --------------- | ------------------- | ------- |
| 1987 | Imperium słońca | Najlepsza reżyseria | Wygrana |

### Nagrody National Society of Film Critics
| Rok  | Film             | Kategoria         | Wynik   |
| ---- | ---------------- | ----------------- | ------- |
| 1983 | E.T.             | Najlepszy reżyser | Wygrana |
| 1994 | Lista Schindlera | Najlepszy reżyser | Wygrana |

### Nagrody New York Film Critics Circle
| Rok  | Film             | Kategoria         | Wynik   |
| ---- | ---------------- | ----------------- | ------- |
| 1982 | E.T.             | Najlepszy reżyser | Wygrana |
| 1993 | Lista Schindlera | Najlepszy reżyser | Wygrana |

### Nagrody Online Film Critics Society
| Rok  | Film                       | Kategoria            | Wynik     |
| ---- | -------------------------- | -------------------- | --------- |
| 1999 | Szeregowiec Ryan           | Najlepszy reżyser    | Wygrana   |
| 2002 | A.I. Sztuczna inteligencja | Najlepszy scenariusz | Nominacja |
| 2003 | Raport mniejszości         | Najlepszy reżyser    | Nominacja |
| 2006 | Monachium                  | Najlepszy reżyser    | Nominacja |

### Nagrody Southeastern Film Critics Association
| Rok  | Film             | Kategoria         | Wynik   |
| ---- | ---------------- | ----------------- | ------- |
| 1999 | Szeregowiec Ryan | Najlepszy reżyser | Wygrana |

### Nagrody Toronto Film Critics Association
| Rok  | Film             | Kategoria         | Wynik   |
| ---- | ---------------- | ----------------- | ------- |
| 1998 | Szeregowiec Ryan | Najlepszy reżyser | Wygrana |

### Washington DC Area Film Critics Association
| Rok  | Film      | Kategoria         | Wynik   |
| ---- | --------- | ----------------- | ------- |
| 2005 | Monachium | Najlepszy reżyser | Wygrana |

## Różne nagrody

### Amanda Awards
| Rok  | Film             | Kategoria                  | Wynik     |
| ---- | ---------------- | -------------------------- | --------- |
| 1994 | Lista Schindlera | Najlepszy film zagraniczny | Wygrana   |
| 1999 | Szeregowiec Ryan | Najlepszy film zagraniczny | Nominacja |

### Amerykański Instytut Filmowy
| Rok  | Film             | Kategoria     | Wynik   |
| ---- | ---------------- | ------------- | ------- |
| 2005 | Monachium        | Film Roku AFI | Wygrana |
| 2006 | Listy z Iwo Jimy | Film Roku AFI | Wygrana |
| 2011 | Czas wojny       | Film Roku AFI | Wygrana |
| 2012 | Lincoln          | Film Roku AFI | Wygrana |
| 2015 | Most szpiegów    | Film Roku AFI | Wygrana |
| 2017 | Czwarta władza   | Film Roku AFI | Wygrana |
| 2021 | West Side Story  | Film Roku AFI | Wygrana |
| 2022 | Fabelmanowie     | Film Roku AFI | Wygrana |

### Amerykańskie Nagrody Filmowe
| Rok  | Film                         | Kategoria         | Wynik   |
| ---- | ---------------------------- | ----------------- | ------- |
| 1982 | Poszukiwacze zaginionej Arki | Najlepszy reżyser | Wygrana |

### Międzynarodowe Nagrody AACTA
| Rok  | Film             | Kategoria                     | Wynik     |
| ---- | ---------------- | ----------------------------- | --------- |
| 1994 | Lista Schindlera | Najlepszy film zagraniczny    | Nominacja |
| 2013 | Lincoln          | Najlepszy film międzynarodowy | Nominacja |
| 2013 | Lincoln          | Najlepsza reżyseria           | Nominacja |
| 2023 | Fabelmanowie     | Najlepsza reżyseria           | Nominacja |

### Międzynarodowy Festiwal Filmów Fantastycznych Avoriaz
| Rok  | Film                | Kategoria      | Wynik   |
| ---- | ------------------- | -------------- | ------- |
| 1973 | Pojedynek na szosie | Nagroda główna | Wygrana |

### Nagroda Błękitnej Wstążki
| Rok  | Film          | Kategoria                       | Wynik   |
| ---- | ------------- | ------------------------------- | ------- |
| 1983 | E.T.          | Najlepszy film nieanglojęzyczny | Wygrana |
| 1987 | Kolor purpury | Najlepszy film nieanglojęzyczny | Wygrana |
| 1994 | Park Jurajski | Najlepszy film nieanglojęzyczny | Wygrana |

### Nagroda Christopher
| Rok  | Film            | Kategoria                     | Wynik   |
| ---- | --------------- | ----------------------------- | ------- |
| 1987 | Imperium słońca | Najlepszy film                | Wygrana |
| 2002 | Kompania braci  | Telewizja i telewizja kablowa | Wygrana |

### Czeskie Lwy
| Rok  | Film             | Kategoria                       | Wynik   |
| ---- | ---------------- | ------------------------------- | ------- |
| 1995 | Park Jurajski    | Najlepszy film nieanglojęzyczny | Wygrana |
| 2002 | Szeregowiec Ryan | Najlepszy film nieanglojęzyczny | Wygrana |

### Nagrody David di Donatello
| Rok  | Film                  | Kategoria                       | Wynik     |
| ---- | --------------------- | ------------------------------- | --------- |
| 1983 | E.T.                  | Najlepszy zagraniczny reżyser   | Wygrana   |
| 1986 | Powrót do przyszłości | Najlepszy zagraniczny producent | Wygrana   |
| 1994 | Lista Schindlera      | Najlepszy film zagraniczny      | Nominacja |
| 1998 | Amistad               | Najlepszy film zagraniczny      | Nominacja |

### Europejskie Nagrody Filmowe
| Year | Film               | Category                   | Wynik     |
| ---- | ------------------ | -------------------------- | --------- |
| 1998 | Szeregowiec Ryan   | Screen International Award | Nominacja |
| 2002 | Raport mniejszości | Screen International Award | Nominacja |

### Fantasporto
| Rok  | Film         | Kategoria      | Wynik     |
| ---- | ------------ | -------------- | --------- |
| 1984 | Strefa mroku | Najlepszy film | Nominacja |

### Fotogramas de Plata
| Rok  | Film | Kategoria                  | Wynik   |
| ---- | ---- | -------------------------- | ------- |
| 1983 | E.T. | Najlepszy film zagraniczny | Wygrana |

### Złote Orły
| Rok  | Film      | Kategoria                  | Wynik     |
| ---- | --------- | -------------------------- | --------- |
| 2006 | Monachium | Najlepszy film zagraniczny | Nominacja |

### Nagrody Filmowe Hochi
| Rok  | Film             | Kategoria                   | Wynik   |
| ---- | ---------------- | --------------------------- | ------- |
| 1994 | Lista Schindlera | Najlepszy film obcojęzyczny | Wygrana |

### Nagroda Hugo
| Rok  | Film                                | Kategoria        | Wynik     |
| ---- | ----------------------------------- | ---------------- | --------- |
| 1978 | Bliskie spotkania trzeciego stopnia | Najlepszy dramat | Nominacja |
| 1982 | Poszukiwacze zaginionej Arki        | Najlepszy dramat | Wygrana   |
| 1983 | E.T.                                | Najlepszy dramat | Nominacja |
| 1990 | Indiana Jones i ostatnia krucjata   | Najlepszy dramat | Wygrana   |
| 1994 | Park Jurajski                       | Najlepszy dramat | Wygrana   |
| 2003 | Raport mniejszości                  | Najlepszy dramat | Nominacja |

### Międzynarodowa Ankieta Internetowych Krytyków Filmowych
| Rok  | Film    | Kategoria         | Wynik     |
| ---- | ------- | ----------------- | --------- |
| 2012 | Lincoln | Najlepszy reżyser | Nominacja |

### Włoski Narodowy Syndykat Dziennikarzy Filmowych
| Rok  | Film               | Kategoria                     | Wynik     |
| ---- | ------------------ | ----------------------------- | --------- |
| 1995 | Lista Schindlera   | Najlepszy reżyser             | Nominacja |
| 1999 | Szeregowiec Ryan   | Najlepszy zagraniczny reżyser | Wygrana   |
| 2002 | Raport mniejszości | Najlepszy zagraniczny reżyser | Nominacja |

### Nagrody Kinema Junpo
| Rok  | Film                         | Kategoria                   | Wynik   |
| ---- | ---------------------------- | --------------------------- | ------- |
| 1982 | Poszukiwacze zaginionej Arki | Najlepszy film obcojęzyczny | Wygrana |
| 1983 | E.T.                         | Najlepszy film obcojęzyczny | Wygrana |
| 1983 | E.T.                         | Nagroda publiczności        | Wygrana |
| 1994 | Lista Schindlera             | Najlepszy film obcojęzyczny | Wygrana |

### Konkursy filmowe Mainichi
| Rok  | Film                         | Kategoria                   | Wynik   |
| ---- | ---------------------------- | --------------------------- | ------- |
| 1994 | Park Jurajski                | Najlepszy film obcojęzyczny | Wygrana |
| 1995 | Lista Schindlera             | Najlepszy film obcojęzyczny | Wygrana |
| 2002 | A. I.: Sztuczna inteligencja | Najlepszy film obcojęzyczny | Wygrana |

### Retirement Research Foundation
| Rok  | Film | Kategoria                              | Wynik   |
| ---- | ---- | -------------------------------------- | ------- |
| 1990 | Tata | Telewizyjna i teatralna fikcja filmowa | Wygrana |

### Nagrody Rembrandta
| Rok  | Film                           | Kategoria         | Wynik   |
| ---- | ------------------------------ | ----------------- | ------- |
| 1998 | Zaginiony Świat: Park Jurajski | Najlepszy reżyser | Wygrana |

### Rosyjska Gildia Krytyków Filmowych
| Rok  | Film             | Kategoria                   | Wynik   |
| ---- | ---------------- | --------------------------- | ------- |
| 1998 | Szeregowiec Ryan | Najlepszy film obcojęzyczny | Wygrana |

### Festiwal Robert
| Rok  | Film             | Kategoria                  | Wynik     |
| ---- | ---------------- | -------------------------- | --------- |
| 2012 | Przygody Tintina | Najlepszy film amerykański | Nominacja |

### Nagrody Sant Jordi
| Rok  | Film | Kategoria               | Wynik   |
| ---- | ---- | ----------------------- | ------- |
| 1983 | E.T. | Mejor Película Infantil | Wygrana |

### Nagrody Satelity
| Rok  | Film             | Kategoria               | Wynik     |
| ---- | ---------------- | ----------------------- | --------- |
| 1998 | Amistad          | Najlepszy reżyser       | Nominacja |
| 1998 | Amistad          | Najlepszy film – dramat | Nominacja |
| 1999 | Szeregowiec Ryan | Najlepszy film – dramat | Nominacja |
| 1999 | Szeregowiec Ryan | Najlepszy reżyser       | Nominacja |
| 2011 | Czas wojny       | Najlepszy reżyser       | Nominacja |
| 2012 | Lincoln          | Najlepszy reżyser       | Nominacja |
| 2015 | Most szpiegów    | Najlepszy reżyser       | Nominacja |

### Nagrody Saturn
| Rok  | Film                                          | Kategoria                                                          | Wynik     |
| ---- | --------------------------------------------- | ------------------------------------------------------------------ | --------- |
| 1976 | Szczęki                                       | Nagrody specjalne                                                  | Wygrana   |
| 1978 | Bliskie spotkania trzeciego stopnia           | Najlepszy film science fiction                                     | Nominacja |
| 1978 | Bliskie spotkania trzeciego stopnia           | Najlepszy reżyser (ex aequo z George’em Lucasem za Gwiezdne wojny) | Wygrana   |
| 1978 | Bliskie spotkania trzeciego stopnia           | Najlepszy scenariusz                                               | Nominacja |
| 1982 | Poszukiwacze zaginionej Arki                  | Najlepszy film fantasy                                             | Wygrana   |
| 1982 | Poszukiwacze zaginionej Arki                  | Najlepszy reżyser                                                  | Wygrana   |
| 1983 | E.T.                                          | Najlepszy film science fiction                                     | Wygrana   |
| 1983 | E.T.                                          | Najlepszy reżyser                                                  | Nominacja |
| 1983 | Duch                                          | Najlepszy horror                                                   | Wygrana   |
| 1984 | Strefa mroku                                  | Najlepszy horror                                                   | Nominacja |
| 1985 | Indiana Jones i Świątynia Zagłady             | Najlepszy film fantasy                                             | Nominacja |
| 1985 | Indiana Jones i Świątynia Zagłady             | Najlepszy reżyser                                                  | Nominacja |
| 1991 | Na zawsze                                     | Najlepszy film fantasy                                             | Nominacja |
| 1991 | Indiana Jones i ostatnia krucjata             | Najlepszy film fantasy                                             | Nominacja |
| 1993 | Hook                                          | Najlepszy film fantasy                                             | Nominacja |
| 1994 | Park Jurajski                                 | Najlepszy film science fiction                                     | Wygrana   |
| 1994 | Park Jurajski                                 | Najlepszy reżyser                                                  | Wygrana   |
| 1998 | Zaginiony świat: Park Jurajski                | Najlepszy film fantasy                                             | Nominacja |
| 1998 | Zaginiony świat: Park Jurajski                | Najlepszy reżyser                                                  | Nominacja |
| 1999 | Szeregowiec Ryan                              | Najlepszy film akcji                                               | Wygrana   |
| 2002 | A.I. Sztuczna inteligencja                    | Najlepszy film science fiction                                     | Wygrana   |
| 2002 | A.I. Sztuczna inteligencja                    | Najlepszy reżyser                                                  | Nominacja |
| 2002 | A.I. Sztuczna inteligencja                    | Najlepszy scenariusz                                               | Wygrana   |
| 2003 | Raport mniejszości                            | Najlepszy film science fiction                                     | Wygrana   |
| 2003 | Raport mniejszości                            | Najlepszy reżyser                                                  | Wygrana   |
| 2006 | Wojna światów                                 | Najlepszy film science fiction                                     | Nominacja |
| 2006 | Wojna światów                                 | Najlepszy reżyser                                                  | Nominacja |
| 2007 | Listy z Iwo Jimy                              | Najlepszy film międzynarodowy                                      | Nominacja |
| 2009 | Indiana Jones i Królestwo Kryształowej Czaski | Najlepszy film science fiction                                     | Nominacja |
| 2009 | Indiana Jones i Królestwo Kryształowej Czaski | Najlepszy reżyser                                                  | Nominacja |
| 2012 | Przygody Tintina                              | Najlepszy reżyser                                                  | Nominacja |
| 2012 | Przygody Tintina                              | Najlepszy film animowany                                           | Nominacja |
| 2012 | Super 8                                       | Najlepszy film science fiction                                     | Nominacja |
| 2016 | Most szpiegów                                 | Najlepszy dreszczowiec                                             | Wygrana   |
| 2017 | BFG: Bardzo Fajny Gigant                      | Najlepszy film fantasy                                             | Nominacja |
| 2017 | BFG: Bardzo Fajny Gigant                      | Najlepszy reżyser                                                  | Nominacja |
| 2018 | Czwarta władza                                | Najlepszy dreszczowiec                                             | Nominacja |
| 2019 | Player One                                    | Najlepszy film science fiction                                     | Wygrana   |
| 2019 | Player One                                    | Najlepszy reżyser                                                  | Nominacja |
| 2022 | West Side Story                               | Najlepszy film akcji                                               | Nominacja |
| 2022 | West Side Story                               | Najlepszy reżyser                                                  | Nominacja |

### Nagrody SFX
| Rok  | Film               | Kategoria                              | Wynik     |
| ---- | ------------------ | -------------------------------------- | --------- |
| 2003 | Raport mniejszości | Najlepszy reżyser filmu fantastycznego | Nominacja |

### Nagrody Western Heritage
| Rok  | Film             | Kategoria                          | Wynik     |
| ---- | ---------------- | ---------------------------------- | --------- |
| 2006 | Na zachód        | Wybitny telewizyjny film fabularny | Wygrana   |
| 2011 | Prawdziwe męstwo | Wybitny film kinowy                | Nominacja |

## Wyróżnienia i osiągnięcia
| Rok  | Nagrody                                    | Kategoria                                   | Wynik   |
| ---- | ------------------------------------------ | ------------------------------------------- | ------- |
| 1987 | Nagroda Akademii Filmowej                  | Nagroda im. Irvinga G. Thalberga            | Wygrana |
| 1990 | American Cinema Editors                    | Złoty Eddie dla filmowca roku               | Wygrana |
| 1989 | American Cinematheque Award                | American Cinematheque Award                 | Wygrana |
| 1995 | Amerykański Instytut Filmowy               | Nagroda za całokształt życia                | Wygrana |
| 1994 | American Society of Cinematographers       | Nagroda Zarządu Głównego                    | Wygrana |
| 2006 | Art Directors Guild                        | Nagroda za wkład w język filmu              | Wygrana |
| 1986 | Nagroda BAFTA                              | Członkostwo w Akademii                      | Wygrana |
| 2023 | Międzynarodowy Festiwal Filmowy w Berlinie | Honorowy Złoty Niedźwiedź                   | Wygrana |
| 2006 | Międzynarodowy Festiwal Filmowy w Chicago  | Nagroda za całokształt twórczości           | Wygrana |
| 2004 | Nagrody David di Donatello                 | Specjalny David                             | Wygrana |
| 2018 | Nagrody David di Donatello                 | Specjalny David (za całokształt twórczości) | Wygrana |
| 2000 | Directors Guild of America                 | Nagroda za całokształt twórczości           | Wygrana |
| 1984 | Festiwal Filmowy w Giffoni                 | Nocciola d’Oro                              | Wygrana |
| 2009 | Złoty Glob                                 | Nagroda Cecila B. DeMille’a                 | Wygrana |
| 2000 | Image Awards                               | Nagroda Awangardy                           | Wygrana |
| 2006 | Nagroda Emmy                               | Nagroda założycieli                         | Wygrana |
| 2010 | Motion Picture Sound Editors               | Nagroda dla filmowca                        | Wygrana |
| 2001 | National Board of Review                   | Nagroda Billy’ego Wildera                   | Wygrana |
| 1994 | People’s Choice Awards                     | Laureat nagrody publiczności                | Wygrana |
| 1999 | Producers Guild of America                 | Nagroda za kamień milowy                    | Wygrana |
| 2012 | Producers Guild of America                 | Nagroda za całokształt twórczości           | Wygrana |
| 1994 | Saturn                                     | Nagroda Prezesa                             | Wygrana |
| 1982 | ShoWest                                    | Reżyser roku                                | Wygrana |
| 1994 | ShoWest                                    | Reżyser roku                                | Wygrana |
| 2002 | ShoWest                                    | Nagroda za całokształt twórczości           | Wygrana |
| 1994 | Society of Camera Operators                | Nagroda Gubernatorów                        | Wygrana |
| 2003 | Walk of Fame                               | Film                                        | Wygrana |
| 1994 | Young Artist Award                         | Nagroda Jackie Coogana                      | Wygrana |

## Inne wyróżnienia życiowe
- 1987: Distinguished Eagle Scout Award[38]
- 1998: Order Zasługi Republiki Federalnej Niemiec
- 1999: Medal Departamentu Obrony za wybitną służbę publiczną
- 2001: Krzyż Komandorski Orderu Imperium Brytyjskiego (honorowy)
- 2003: Krzyż Kawalerski Orderu Zasługi Republiki Włoskiej[39]
- 2004: Kawaler Legii Honorowej
- 2005: Science Fiction Hall of Fame
- 2006: Wyróżnienie Centrum Kennedy’ego
- 2008: Oficer Legii Honorowej
- 2009: Medal Wolności
- 2011: Komandor Orderu Korony (Belgia)
- 2013: Izrael: Medal Prezydenta[40]
- 2015: Prezydencki Medal Wolności